# Nunca te olvidaré
Nunca te olvidaré  é uma telenovela mexicana produzida por Juan Osorio para Televisa e exibida entre 18 de janeiro a 28 de maio de 1999.
A trama é baseada em texto original de Caridad Bravo Adams e é um remake da telenovela Yo se que nunca, produzida em 1970.
Foi protagonizada por Edith González e Fernando Colunga, com atuações estrelares de Delia Casanova, Leticia Perdigón e Macaria e antagonizada por Alma Muriel, Alejandra Procuna, Eugenia Cauduro e Humberto Elizondo.

## Sinopse

### Primeira Fase
Antonio Uribe vive em sua fazenda perto da cidade de Guanajuato. Um dia, recebe uma mensagem de Isabel Clara, seu amor da juventude, ela o chamou no seu leito de morte. Ela pede que ele cuide de sua filha Esperança, e ele promete ser o segundo pai para sua filha. Consuelo, esposa de Antonio, não tolera a presença da Esperança na casa e a trata muito mal Já seu filho Luis Gustavo, se sente
imediatamente atraído por Esperanza e a partir daí eles iniciam uma linda amizade.
O vizinho e amigo de Antonio, Fermin, é viúvo e tem uma filha, Silvia, que é consensual e egocêntrica. Silvia está com ciúmes da afeição que Luis Gustavo sente por Esperanza e faz de tudo pra atrapalhar a boa relação que eles tem. Fermin tem o desejo de casar Silvia com Luis Gustavo e isso tem a aprovação de Consuelo. Para isso, com o objetivo de separá-los, ela manda Luis Gustavo estudar em Chicago, enquanto Esperanza vai estudar num colégio interno. Mas antes, eles fazem uma jura de amor, onde ambos prometem nunca esquecer um do outro.

### Segunda Fase
Dez anos mais tarde, Esperanza se tornou uma bela jovem. Retorna para a fazenda para cuidar de Antonio, que está doente. Lá, ela conhece os irmão Moraima que agora são donos de quase todas as terras de Antonio, ganhadas por uma disputa legal que perdeu Fermin. Juan Moraima se apaixona por Esperanza.
Antes de sua morte, Antonio  com confiança a ele uma carta para que Fermin entregue ao seu filho, o que dá a bênção, caso se decida a casar Esperanza. Luis Gustavo volta à casa para o funeral e vê  Esperança fica loucamente apaixonado por ela. Mas também a beleza da Esperança desperta o coração de Fermin. Determinado a ficar com ela, Fermin esconde a carta com Consuelo, um sinistro plano para plano para separá-los permanentemente.
Consuelo "confessa" a Luis Gustavo Esperanza é filha ilegítima do seu pai e, por conseguinte, é sua meia-irmã. Horrorizado Luis Gustavo e decide comprometer-se imediatamente com Silvia para sair do país, abandonando a mulher que ele ama, sem ter a coragem de revelar a verdade do seu abandono. Esperanza está desiludida, acreditando que Luis Gustavo deixou de amá-la, enquanto ele sofre em silêncio por este amor.

## Elenco
- Edith González - Esperanza Gamboa Martel / Isabel Clara Martel
- Fernando Colunga - Luis Gustavo Uribé
- Alma Muriel - Consuelo Del Valle Vda. de Uribe
- Eugenia Cauduro - Silvia Requena Ortìz
- Humberto Elizondo - Fermín Requena
- Delia Casanova - Dona Carmen
- Leticia Perdigón - Gudelia
- Zully Keith - Irene
- Marisol Santacruz - Leticia
- Sergio Catalán - Juan Moraima
- Juan Carlos Bonet - Eduardo Moraima
- Macaria - Berenice Cordero
- Pablo Montero - Álvaro Cordero
- Niurka Marcos - Alcatraz Cordero
- Josefina Echánove - Sor Margarita
- Octavio Galindo - Dr. Carlos Bárcenas
- Amparo Garrido - Madre Superiora
- Jaime Lozano - Higinio Sánchez
- Johnny Laboriel - Johnny
- Toño Infante - Braulio
- Edgar Ponce - Adrián
- Liliana Arriaga - La Chupitos
- Carlos Rotzinger - Arcadio
- Bárbara Ferré - Blanca
- Roberto Miquel - Robert
- Julián Pastor - Don Antonio Uribe
- Alejandra Procuna - Mara Montalbán
- Miguel de León - Dr. Leonel Valderrama
- Evita Muñoz "Chachita" - Benita
- Gustavo Negrete - Justo
- Luis Gimeno - Dr. Alberto Rivero
- Adalberto Parra
- Silvia Caos - Serafina
- Eduardo de la Peña - Filogonio
- Beatriz Aguirre - Alfonsa Valderrama
- Eric del Castillo - Lic. Méndez
- Ivonne Montero - Paola Campos
- Marichelo - Precilda
- Claudio Báez - Comandante Patiño
- Iliana de la Garza - Petra
- Esteban Franco - José Manuel
- Gustavito - Gustavito
- Ramón Menéndez - Dr. Zetina
- Tania Prado - Sandra
- Sergio Sánchez - Anselmo
- Julio Alemán - Juiz
- Tony Flores
- Wendy González - Esperanza Gamboa (criança)
- Daniel Habif - Luis Gustavo Uribe (criança)
- Dulce María - Silvia Requena Ortìz (criança)
- Diego Sieres - Adrián (criança)
- Gaby Garza - Leticia (criança)

## Audiência
Obteve média geral de 31.7 pontos e foi considerada um mega fenômeno.

## Exibições
Foi reprisada pelo TLNovelas entre 20 de junho e 27 de outubro de 2011, substituindo Marisol e sendo substituida por Cadenas de amargura, e novamente entre 22 de fevereiro e 30 de abril de 2021, substituindo De pura sangre e sendo substituída por Cuando llega el amor.

## Versões
- Yo sé que nunca, telenovela produzida em 1970 por Ernesto Alonso e protagonizada por Julissa e Enrique Álvarez Félix.

- Jamais te esquecerei, telenovela produzida pelo SBT em 2003 e protagonizada por Ana Paula Tabalipa e Fábio Azevedo.[5]